# GAZ-2330

GAZ-2330 Tigr je ruský terénní automobil určený především pro potřeby vojáků a policie. Tiger je vyráběn skupinou GAZ od roku 2005.

## Historie
Idea tohoto vozu vzešla od jordánského krále Abdulláha II., který uzavřel na počátku r. 1999 kontrakt na jeho vývoj s firmou Bin Jabr Group Ltd. ze Spojených arabských emirátů. Ti se potom spojili s konstruktéry z Gorkovského avtomobilního zavodu (GAZ) v Nižním Novgorodu. Specifické geografické podmínky blízkovýchodních království stojí za prvotním zadáním technických parametrů: vůz střední třídy do těžkých pouštních podmínek, kterému nebudou činit obtíže teploty do +50°С, schopný vyjíždět i sjíždět duny sklonu 52°, s brodivostí 1,2 m. Poprvé byl Tiger (v arabštině Nimr) představen na mezinárodním veletrhu zbraní IDEX v Spojených arabských emirátech v roce 2001, poté však došlo k ukončení spolupráce se SAE i Jordánskem a firma GAZ pokračovala ve vývoji samostatně. Výroba první 96 ks pro Ruské ozbrojené složky byla spuštěna v roce 2005. Oficiální výroba a prodej civilní verze byl pak zahájen v roce 2007. V roce 2010 prošel tento automobil modernizací. Nové vozidlo s označením Tigr-M bylo vybaveno dodatečným pancéřováním, ochranou při použití chemických, biologických a nukleárních zbraní a nově i dieselovými motory YaMZ s typovým označením 534 a 536, které nahradily dříve používané americké šestiválce Cummins B-180 a B-215. Tyto ruské motory najdeme jak ve vojenských, tak i v civilních verzí Tigru-M. Pro civilní trh je navíc volitelně k dispozici i motor Iveco v emisní třídě EURO5. Na výběr je mezi automatickou a ručně řazenou převodovkou. Kromě toho Tigr-M disponuje modernizovaným brzdovým systémem, předehřevem motoru, novým systémem ventilace, vylepšenými uzávěrkami diferenciálů, jsou dispozici nové možnosti rozmístění sedadel v interiéru, volitelně je dostupná i přídavná pneumatická brzda.
Tigr je v konfiguraci pro přepravu osob schopen pojmout až 10 pasažérů, pancéřování odolá střelám do ráže 7,62 mm, střepinám granátů a také ochrání posádku před následky výbuchů menších nástražných výbušných zařízení a min.